# Парадіз Вікторія Володимирівна
Вікторія Володимирівна Парадіз (нар. 22 червня 1968) — українська баскетболістка. Вона брала участь у жіночому турнірі на літніх Олімпійських іграх 1996 року.